# Транспортний вузол

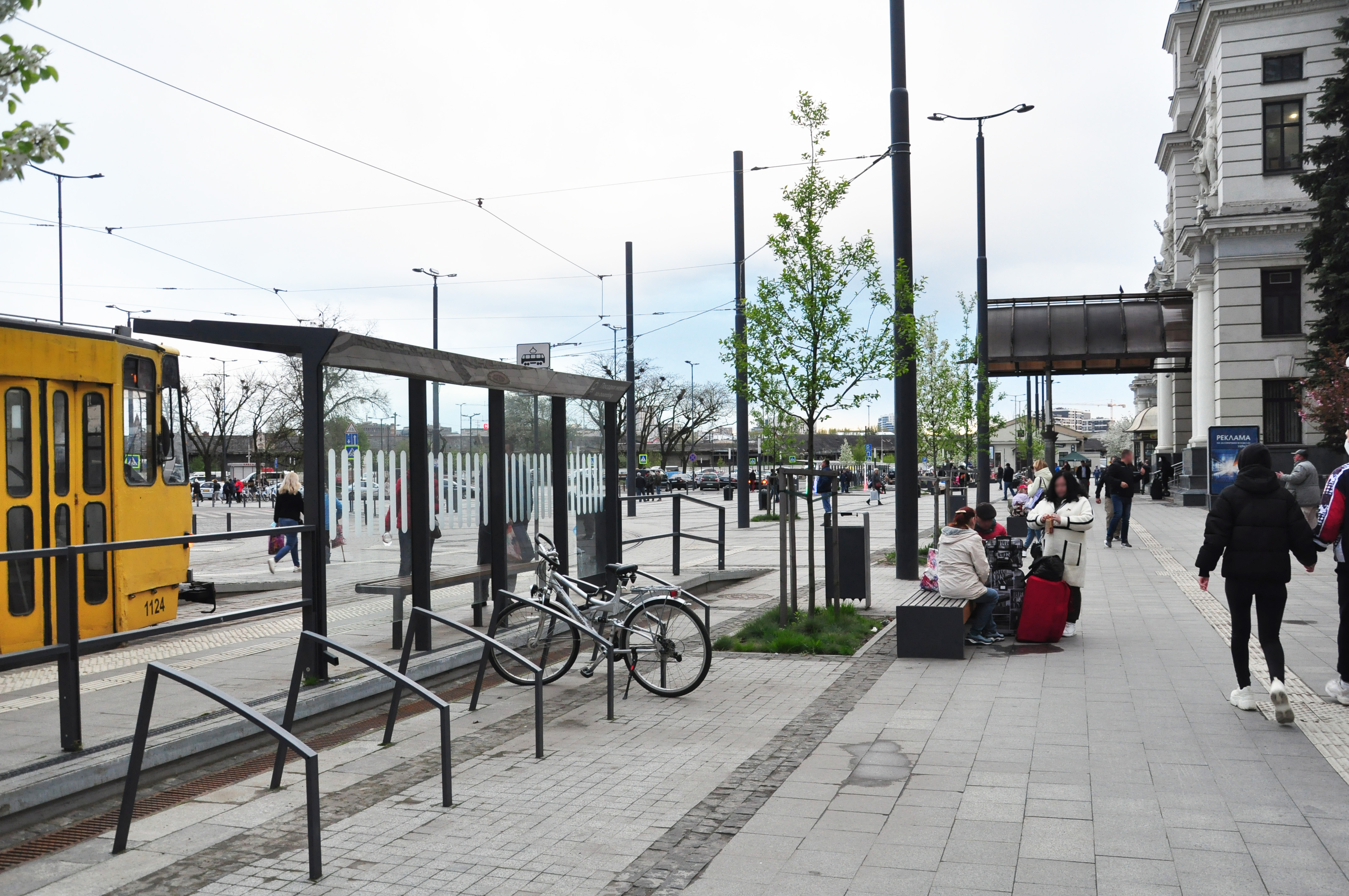
Транспортний вузол на площі Двірцевій з зупинками громадського транспорту та велопарковками біля входу до залізничної станції

Тра́нспортний пункт (транспортний хаб; англ. transport hub) — це місце, де здійснюється обмін пасажирами та вантажами між транспортними засобами та/або між видами транспорту. До вузлів громадського транспорту належать залізничні станції, автобусні та трамвайні зупинки, аеропорти та поромні станції. До вантажних вузлів належать сортувальні станції, аеропорти, морські порти та термінали для вантажних автомобілів або їх комбінації. Для приватних автомобілів паркінг функціонує як монофункційний вузол.
Транспортний вузол як система — сукупність транспортних процесів і засобів для їхньої реалізації в місцях стикування двох або декількох магістральних видів транспорту. У транспортній системі вузли мають функцію регулюючих клапанів. Збій у роботі одного такого клапана може призвести до проблем для всієї системи.
Найбільшими транспортними вузлами України є: Харків, Київ, Одеса.

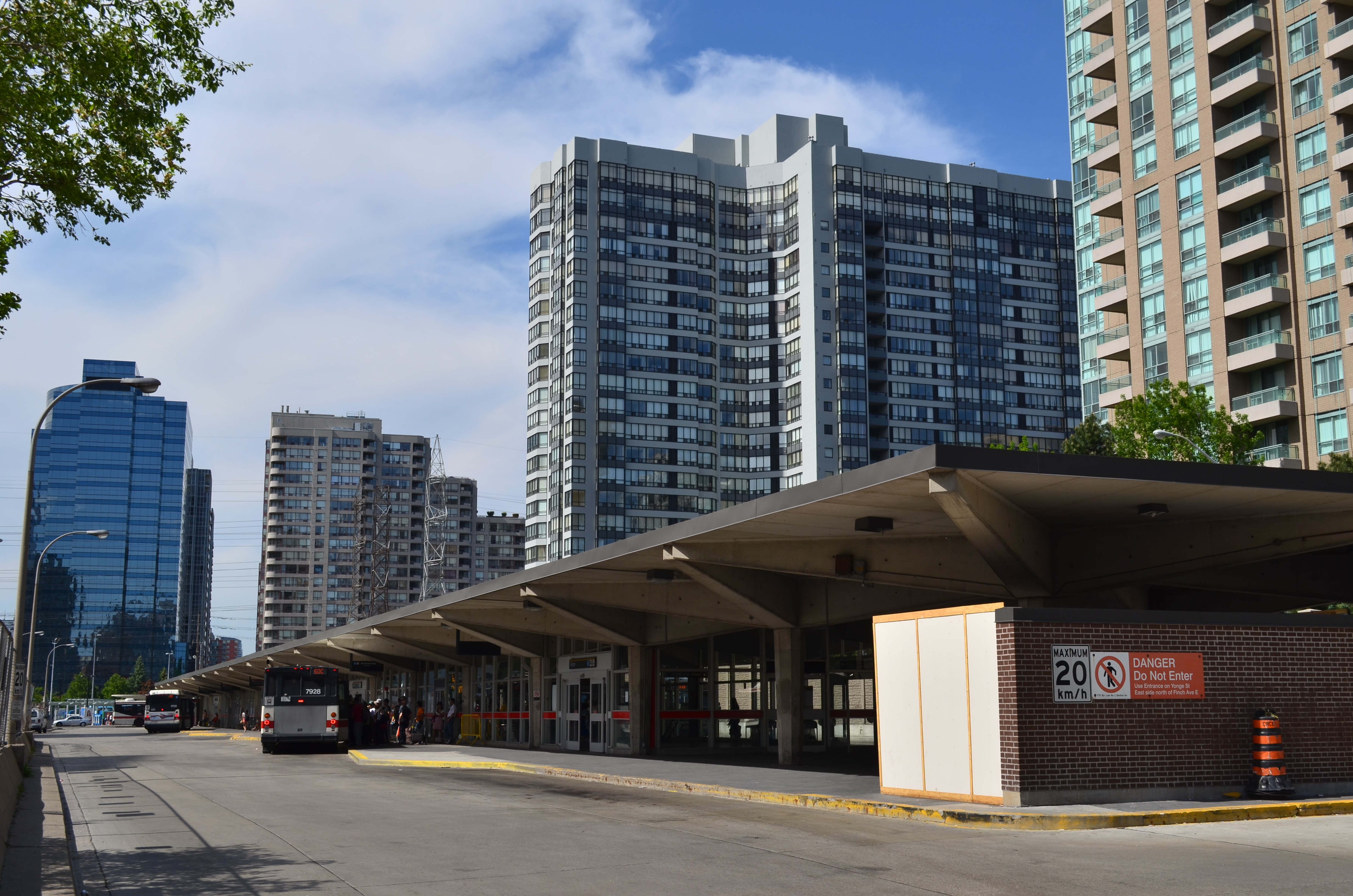
Станція Фінч у Торонто, що поєднує приміські підземні потяги з міськими та міжміськими автобусами.

Великі транспортні вузли завжди є великими містами. Справа в тому, що транспортні вузли буквально притягають торгівлю (ефект, який можна спостерігати хоча б на прикладі вокзалів), тут зручно розвивати промисловість (немає проблем з постачанням), та й самі транспортні термінали надають багато робочих місць. Дуже багато міст виникли на перетині наземних або водних шляхів, тобто як транспортні вузли, а багато з них дотепер існують за рахунок цієї ролі. Насамперед це міста-порти, але є й менш звичайні приклади. Так, місто Шеннон в Ірландії в основному живе за рахунок аеропорту. Деякі міста виконують роль не вантажних, а пасажирських транспортних вузлів, наприклад, Сімферополь у Криму, куди прибувають численні туристи, що пересаджуються там на транспорт, який доставляє їх у міста кримського узбережжя.
Види транспортних вузлів:спеціалізовані (залізничні, автомобільні) або інтегральні (автомобільно-залізничні, залізнично-автомобільно-річкові та ін.).

## Історія
Історично склалося так, що послуга обміну в галузі регулярних пасажирських авіаперевезень включала політ «наскрізним літаком», який виконували дві або більше авіакомпанії, де використовувався один літак, а окремі авіакомпанії використовували його з власними льотними екіпажами на своїх відповідних частинах прямого багатопосадкового польоту без зміни літака. У США низка авіакомпаній, включаючи Alaska Airlines, American Airlines, Braniff International Airways, Continental Airlines, Delta Air Lines, Eastern Airlines, Frontier Airlines (1950-1986), Hughes Airwest, National Airlines (1934-1980), Pan Am, Trans World Airlines (TWA), United Airlines і Western Airlines раніше виконували такі спільні пересадочні рейси «через літак» як на внутрішніх, так і на міжнародних рейсах, і ці розклади відображалися у відповідних системних розкладах .
У 1955 році авіакомпанія Delta Air Lines створила в Атланті перший пересадковий хаб для авіації , намагаючись конкурувати з Eastern Air Lines. У 1970-х роках компанія FedEx запровадила вузлову модель для нічної доставки посилок. Коли в 1978 році авіаційну галузь Сполучених Штатів було дерегульовано, кілька авіакомпаній взяли на озброєння схему роботи Delta. Багато авіакомпаній у всьому світі використовують системи зв’язків, що полегшують пасажирське сполучення між їхніми рейсами.

## Громадський транспорт

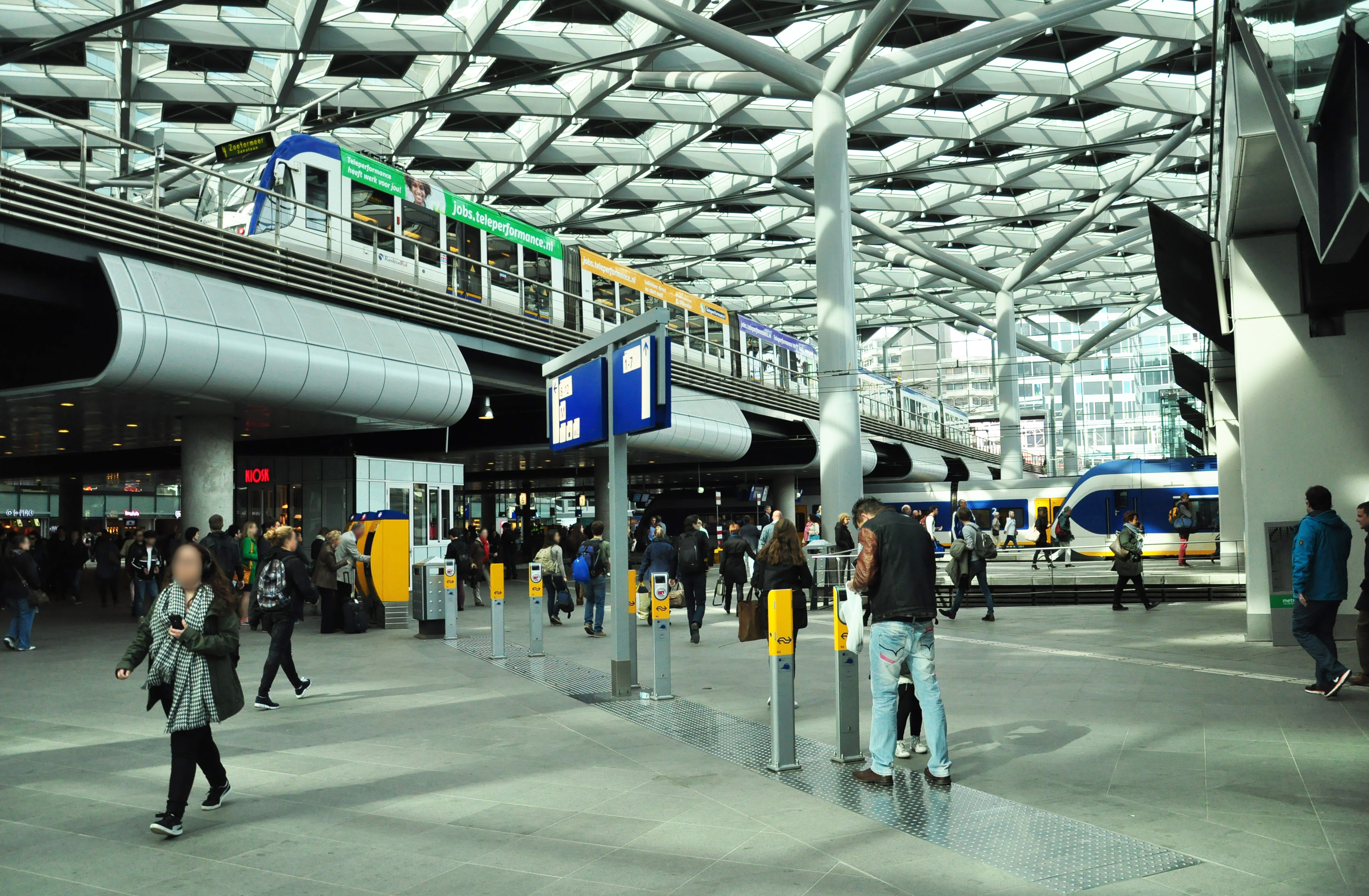
Інтер'єр залізничного вокзалу Гааги з трамвайною зупинкою прямо над залізничними перонами

Інтермодальні пасажирські транспортні вузли в громадському транспорті створюються довкола залізничних станцій, трамвайних, тролейбусних чи автобусних станцій, а також станцій метро. У містах із центральним вокзалом цей вокзал часто функціонує не лише як залізничний вокзал, а й як транспортний вузол.  Транспортні вузли мають бути організовані таким чином, щоби пересадка між різними видами транспорту була максимально короткою та інклюзивною. Одним зі способів просторової організації  транспортних вузлів є використання вертикальної пересадки, коли різні види транспорту мають зупинки у різних рівнях один над одним та сполучаються між собою за допомогою ліфтів та ескалаторів. При такому підході відстань пересадки для пасажирів є мінімальною.   Прикладами такої організації є залізничні вокзали Берліна , Гааги  чи залізнична станція Сельнау у м. Цюрих.
Для покращення комфортності та привабливості пересадкових вузлів, їх можна доповнювати закладами громадського харчування, крамницями, громадськими вбиральнями та зонами відпочинку.
Планування подорожей із залученням транспортних вузлів складніше, ніж прямі поїздки, оскільки подорожі зазвичай вимагають пересадки в вузлах. Організація якісного транспортного вузла потребує облаштування зручної навігації. Сучасні електронні планувальники подорожей для громадського транспорту мають цифрове представлення як зупинок, так і транспортних вузлів у мережі, щоб дозволити їм розраховувати поїздки, які включають пересадки в вузлах.

## Аеропорти
Аеропорти виконують подвійну функцію вузла. По-перше, вони зосереджують пасажиропотік в одному місці для подальшого транспортування. Тому важливо, щоб аеропорти були підключені до навколишньої транспортної інфраструктури, включаючи дороги, автобусні сполучення, залізницю та системи швидкого транзиту. По-друге, деякі аеропорти функціонують як внутрішньомодульні хаби для авіакомпаній або хаби авіакомпаній. Це поширена стратегія серед мережевих авіакомпаній, які літають лише з обмеженої кількості аеропортів і зазвичай змушують своїх клієнтів пересаджуватися в одному зі своїх центрів, якщо вони хочуть пересуватися між двома містами, між якими авіакомпанія не здійснює прямі рейси.
Авіакомпанії розширюють цю модель різними способами. Одним із методів є створення додаткових вузлів на регіональній основі та створення основних маршрутів між центрами. Це зменшує необхідність подорожувати на великі відстані між вузлами, розташованими близько один до одного. Інший метод полягає у використанні фокус-міста для впровадження послуги «точка-точка» для маршрутів із високим трафіком, повністю минаючи хаб.

## Вантажні перевезення

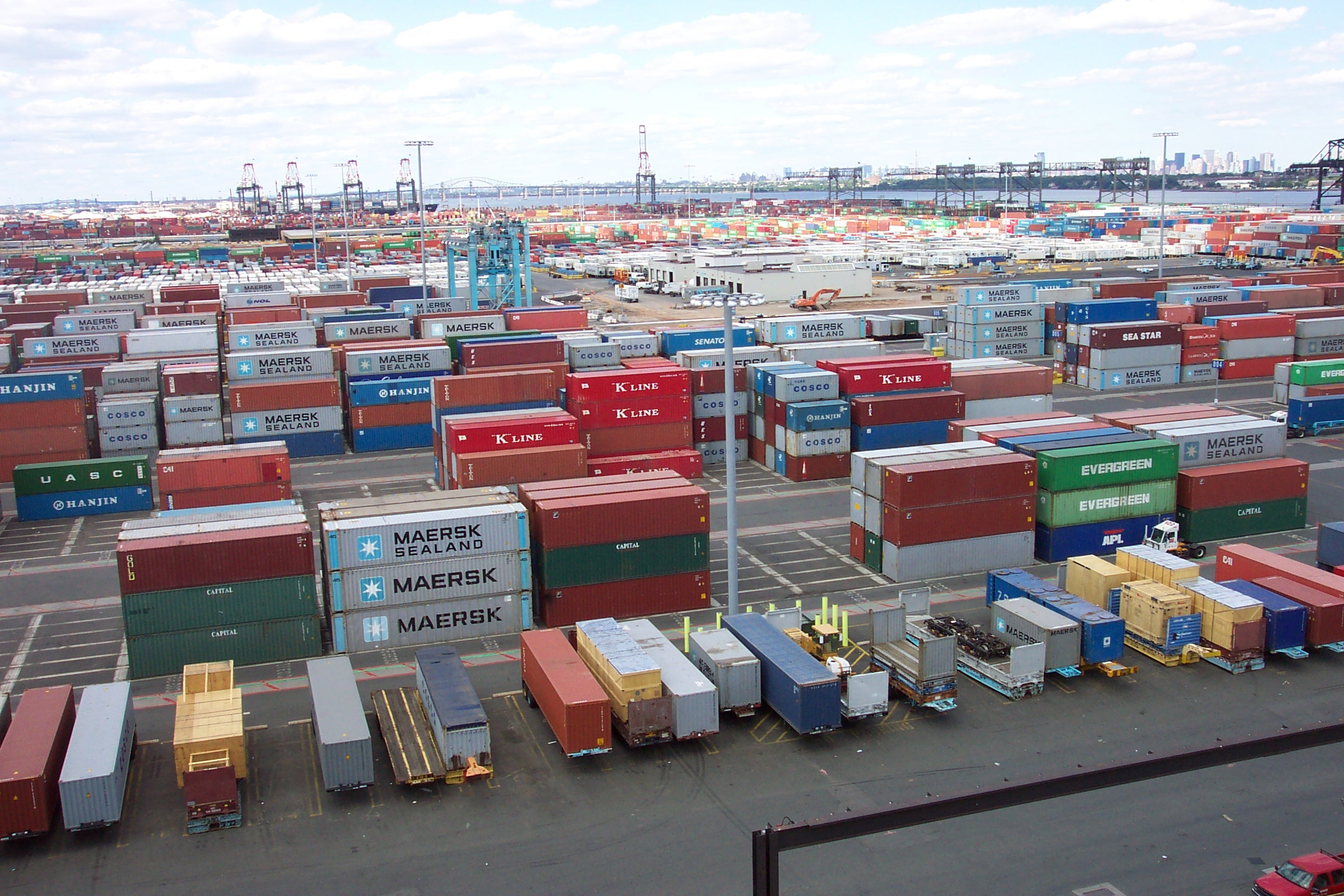
Контейнери в морському терміналі Порт-Ньюарк-Елізабет в Нью-Джерсі, США

Зазвичай існує три типи транспортних вузлів: морський автомобільний, морський залізничний та автомобільно-залізничний, хоча вони також можуть поєднувати всі три види транспорту - морський, автомобільний транспорт та залізницю. На новий рівень ефективності вантажні перевезення вийшли з винаходом модульних контейнерів та запровадження контейнерних перевезень.